# Keri Hilson
Keri Lynn Hilson (Atlanta, 5 de Dezembro de 1982) é uma cantora e compositora de R&B norte-americana, atualmente contratada pela Zone 4/Mosley Music Group/Interscope. Ela é parte do time de produtores e compositores conhecidos como The Clutch, a qual escreveu músicas para nomes famosos como Britney Spears, Ciara, The Pussycat Dolls, Mary J. Blige, Tony Braxton, Usher, entre outros. 
Ficou mais conhecida em 2007, depois que participou do single de sucesso de Timbaland, "The Way I Are". Seu álbum de estréia, In a Perfect World..., foi lançado em março de 2009 e estreou na quarta posição da Billboard 200 e em primeiro lugar na Billboard R&B/Hip-Hop Albums nos Estados Unidos, onde recebeu certificação de ouro da RIAA, por mais de 500.000 cópias vendidas. O álbum rendeu um dos maiores sucessos de sua carreira, "Knock You Down" (com Kanye West e Ne-Yo) que chegou ao terceiro lugar na Billboard Hot 100. Em 2010, lançou seu segundo álbum, No Boys Allowed, que incluiu o single de sucesso "Pretty Girl Rock".
Em 2012, Hilson fez sua estréia como atriz no filme de comédia romântica, "Think Like a Man". Suas realizações incluem um prêmio BET, MOBO Awards, NAACP Image Awards, dois Soul Train Music Awards, além de duas indicações ao Grammy.
Em 2025, lançou seu primeiro single em 14 anos, "Bae", o primeiro avanço daquele que será o seu primeiro álbum em 14 anos, We Need to Talk.

## Biografia
Hilson nasceu em 5 de dezembro de 1982, em Decatur, Geórgia. Ela foi criada em uma família de classe média em um bairro afro-americano. Tem um irmão chamado Kip e suas irmãs são Kelsee, Kye e Kaycee. Concluiu o ensino médio na Tucker High School. Aos 12 anos, Hilson começou a demonstrar interesse em seguir uma carreira musical, influenciada por programas de televisão de talentos como Star Search, e então começou a estudar piano e canto. Ela se juntou ao grupo feminino D'Signe quando tinha 14 anos. Tornou-se uma compositora e backing-vocal no ensino médio, e frequentou a Universidade Oxford College of Emory, onde se formou em teatro. 

## Carreira

### 2001–07: Compositora e Backing Vocal
Hilson começou a compor músicas para nomes famosos ainda na adolescência. Em 2004, ela participou da faixa "Hey Now (Mean Muggin)" do rapper Xzibit, na qual recebeu seu primeiro crédito oficial como vocalista. Hilson também foi destaque na faixa "Help", o segundo single do álbum "Rotten Apple" de Lloyd Banks, onde teve o pico de número 77 na Billboard R&B/Hip-Hop Songs.
Em 2006, enquanto Hilson estava trabalhando com Polow da Don, ele lhe contou que Timbaland estava em busca de uma artista solo feminina negra de R&B para sua gravadora, a Mosley Music Group. Depois de cantar para Timbaland por telefone, Hilson assinou contrato com a gravadora e apareceu em uma faixa do álbum "Diddy's Press Play".  
Em 2007, Hilson gravou músicas com Timbaland que entrariam no Timbaland Presents Shock Value, incluindo os singles "The Way I Are" e "Scream", com Nicole Scherzinger. "The Way I Are" alcançou número três na Billboard Hot 100 e projetou seu nome como cantora na mídia. Ela também fez uma participação em "One Life To Live", single da banda OneRepublic, com Timbaland. No mesmo ano foi escalada como compositora e backing vocal de Britney Spears no álbum Blackout, onde compôs o single de sucesso "Gimme More", também protagonizou os clipes "Love in This Club" de Usher e "Miss Independent" de Ne-Yo. 

### 2008-09:In A Perfect World...
Depois de várias participações em álbuns e singles, Hilson lançou seu álbum solo. In a Perfect World..., em março de 2009. Inicialmente foi planejado para ser lançado no ano anterior, porém foi adiado, pois a gravadora queria o maior número de músicas com potencial para singles. O álbum estreou em quarto lugar na Billboard 200 e em primeiro lugar na Billboard R&B/Hip-Hop Albums, vendendo cerca de 94 mil cópias em sua primeira semana. Recebeu opiniões favoráveis dos críticos de música, que observaram com um "álbum de estréia sedutor e luxuoso". 
O single "Knock You Down" (com Kanye West e Ne-Yo), se tornou um dos maiores sucessos daquele ano, chegando ao terceiro lugar na Billboard Hot 100 e recebendo certificado duplo de platina. O álbum rendeu mais dois singles de sucesso, "Return the Favor", com Timbaland e "Turnin Me On", com Lil Wayne, e ganhou certificação de ouro pela RIAA, por mais de 500 mil cópias vendidas nos Estados Unidos. O sucesso do álbum ainda rendeu a Hilson duas indicações ao Grammy Award em 2010, como Melhor Artista Revelação e Melhor Colaboração Rap/Sung por "Knock You Down", com Kanye West e Ne-Yo.

### 2010-presente:No Boys Allowed

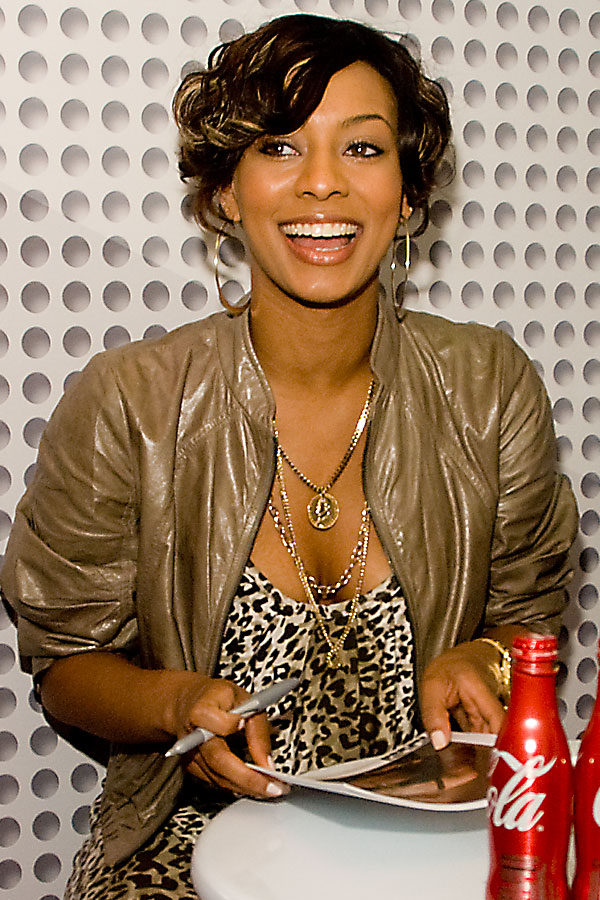
Keri Hilson em 2009

Em Janeiro de 2010, Hilson colaborou com Akon no single "Oh Africa", para arrecadar fundos para jovens carentes na Africa. Em fevereiro, ela fez parte lista de artistas que participariam da regravação  "We Are the World 25 for Haiti", realizado para arrecadar dinheiro para as vítimas do terremoto do Haiti naquele ano. Keri fez uma participação no single "Got Your Back" do rapper T.I, que chegou no top 40 do Hot 100. Em abril do mesmo ano, foi revelado que Hilson seria o novo rosto da Avon. Em 2 de dezembro de 2010, Hilson estava entre uma das muitas artistas femininas que se apresentaram no concerto VH1 Divas Salute the Troops, onde cantou "Turnin Me On", "Knock You Down", "Pretty Girl Rock" e fez um dueto com a dupla de música country americana Sugarland.
Seu segundo álbum de estúdio No Boys Allowed, foi lançado em 21 de dezembro. O álbum estreou em número onze na Billboard 200 e número sete no Top R&B/Hip-Hop Álbuns, com a primeira semana de vendas de 102.000 cópias vendidas. A canção Breaking Point foi lançada como primeiro single de trabalho nos Estados Unidos em 7 de setembro e chegou ao número 44 no Hot R&B / Hip-Hop Songs Chart.
Pretty Girl Rock foi lançada como segundo single do álbum em 12 de outubro de 2010. A música chegou ao número 24 na Billboard Hot 100 e número quatro no Hot R&B/Hip-Hop Songs. O videoclipe da canção foi aclamado pela crítica e elogiadp por sua homenagem a ícones musicais do passado, que incluiu Josephine Baker, Dorothy Dandridge, Andrews Sisters, Diana Ross, Donna Summer, Janet Jackson e TLC. Hilson aparece como cada cantor em uma cena bem conhecida da época retratada. One Night Stand com Chris Brown, foi enviada para as rádio urbanas contemporânea em 8 de março de 2011, como terceiro single do álbum. Ela atingiu um pico de número 19 no Hot R&B/Hip-Hop Songs. Lose Control (Let Me Down) com Nelly, foi lançado como quarto single do álbum. 
Em Julho de 2011, começou a se apresentar na turnê "I Am Still Music Tour" do rapper Lil' Wayne, como ato de abertura, que percorreu a América do Norte. Hilson anteriormente excursionou com Wayne em sua primeira turnê, em 2009. Em 28 de Agosto de 2012, ela esteve em Moçambique para atuar no Divas Show, um concerto beneficente em prol do combate a violência doméstica. Em 2013, participou do filme Riddick.

## Discografia
| Ano  | Titulo                | Posições | Posições | Posições    | Posições | Posições | Vendas         | Certificações                    |
| Ano  | Titulo                | EUA      | EUA R&B  | REINO UNIDO | IRLANDA  | CANADÁ   | Vendas         | Certificações                    |
| ---- | --------------------- | -------- | -------- | ----------- | -------- | -------- | -------------- | -------------------------------- |
| 2009 | In a Perfect World... | 4        | 1        | 22          | 35       | 13       | - EUA: 500,000 | - EUA: Ouro - Reino Unido: Prata |
| 2010 | No Boys Allowed       | 11       | 7        | 76          | 96       | 20       | - EUA: 312,808 |                                  |

### Singles
| Ano  | Titulo           | Posições | Posições | Posições    | Posições | Posições | Posições | Posições | Posições | Álbum                 |
| Ano  | Titulo           | EUA      | EUA R&B  | REINO UNIDO | IRLANDA  | CANADÁ   | ALEMANHA | SUIÇA    | SUÉCIA   | Álbum                 |
| ---- | ---------------- | -------- | -------- | ----------- | -------- | -------- | -------- | -------- | -------- | --------------------- |
| 2008 | Energy           | 78       | 21       | 43          | —        | 64       | 21       | —        | —        | In a Perfect World... |
| 2008 | Return the Favor | —        | —        | 19          | 19       | —        | —        | 21       | 30       | In a Perfect World... |
| 2008 | Turnin Me On     | 15       | 2        |             | —        | 80       | —        | —        | 30       | In a Perfect World... |
| 2009 | Knock You Down   | 3        | 1        | 43          | 2        | 9        | 30       | 11       | —        | In a Perfect World... |
| 2009 | Slow Dance       | —        | 49       | —           | —        | —        | —        | —        | —        | In a Perfect World... |
| 2009 | Change Me        | —        | —        | —           | —        | —        | —        | —        | —        | In a Perfect World... |
| 2009 | I Like           | —        | —        | 34          | —        | —        | —        | 5        | 46       | In a Perfect World... |
| 2010 | Breaking Point   | —        | —        | 44          | —        | —        | —        | —        | —        | No Boys Allowed       |
| 2010 | Pretty Girl Rock | 24       | 4        | 53          | —        | 81       | —        | —        | —        | No Boys Allowed       |
| 2011 | One Night Stand  | —        | 19       | —           | —        | —        | —        | —        | —        | No Boys Allowed       |

## Filmografia
| Ano  | Título                | Personagem         | Notas     |
| ---- | --------------------- | ------------------ | --------- |
| 2012 | Think Like a Man      | Heather            | Filme     |
| 2013 | Riddick               | Santana's Prisoner | Filme     |
| 2016 | Almost Christmas      | Jasmine            | Filme     |
| 2017 | Love by the 10th Date | Billie             | Telefilme |